# Чемпіонат світу з футболу 2010 (кваліфікаційний раунд, УЄФА, група 5)
| М  | Команда              | І  | В  | Н | П | МЗ | МП | РМ  | О  |
| -- | -------------------- | -- | -- | - | - | -- | -- | --- | -- |
| 1. | Іспанія              | 10 | 10 | 0 | 0 | 28 | 5  | +23 | 30 |
| 2. | Боснія і Герцеговина | 10 | 6  | 1 | 3 | 25 | 13 | +12 | 19 |
| 3. | Туреччина            | 10 | 4  | 3 | 3 | 13 | 10 | +3  | 15 |
| 4. | Бельгія              | 10 | 3  | 1 | 6 | 13 | 20 | −7  | 10 |
| 5. | Естонія              | 10 | 2  | 2 | 6 | 9  | 24 | −15 | 8  |
| 6. | Вірменія             | 10 | 1  | 1 | 8 | 6  | 22 | −16 | 4  |

|                      | Вірменія | Бельгія | Боснія і Герцеговина | Естонія | Іспанія | Туреччина |
| -------------------- | -------- | ------- | -------------------- | ------- | ------- | --------- |
| Вірменія             | —        | 2 : 1   | 0 : 2                | 2 : 2   | 1 : 2   | 0 : 2     |
| Бельгія              | 2 : 0    | —       | 2 : 4                | 3 : 2   | 1 : 2   | 2 : 0     |
| Боснія і Герцеговина | 4 : 1    | 2 : 1   | —                    | 7 : 0   | 2 : 5   | 1 : 1     |
| Естонія              | 1 : 0    | 2 : 0   | 0 : 2                | —       | 0 : 3   | 0 : 0     |
| Іспанія              | 4 : 0    | 5 : 0   | 1 : 0                | 3 : 0   | —       | 1 : 0     |
| Туреччина            | 2 : 0    | 1 : 1   | 2 : 1                | 4 : 2   | 1 : 2   | —         |

## Результати
| 06.09.2008 21:00 UTC+3 |

| Вірменія | 0 — 2    | Туреччина             |
| -------- | -------- | --------------------- |
|          | Протокол | Тунджай 60' Семіх 78' |

| Раздан (стадіон), Єреван Глядачів: 30 000 Арбітр: Том Хеннінг Овредо (Норвегія) |

| 06.09.2008 20:45 UTC+0 |

| Бельгія                | 3 — 2    | Естонія               |
| ---------------------- | -------- | --------------------- |
| Сонк 40' 80' Дефур 75' | Протокол | Зеньов 57' Опер 90+3' |

| Морис Дюфран (стадіон), Льєж Глядачів: 17 992 Арбітр: Майкл Дін (Англія) |

| 06.09.2008 22:00 UTC+0 |

| Іспанія   | 1 — 0    | Боснія і Герцеговина |
| --------- | -------- | -------------------- |
| Вілья 58' | Протокол |                      |

| Нуева Кондоміна, Мурсія Глядачів: 29 152 Арбітр: Крейг Томсон (Шотландія) |

| 10.09.2008 21:00 UTC+2 |

| Туреччина       | 1 — 1    | Бельгія  |
| --------------- | -------- | -------- |
| Емре 74' (пен.) | Протокол | Сонк 31' |

| Шюкрю Сараджоглу, Стамбул Глядачів: 34 097 Арбітр: Стефан Ланнуа (Франція) |

| 10.09.2008 20:15 UTC+1 |

| Боснія і Герцеговина                                                     | 7 — 0    | Естонія |
| ------------------------------------------------------------------------ | -------- | ------- |
| Мисимович 25', 30' (пен.), 56' Муслимович 58' Джеко 60', 73' Ібричич 88' | Протокол |         |

| Біліно Полє, Зеніца Глядачів: 12 500 Арбітр: Крістіан Балай (Румунія) |

| 10.09.2008 22:00 UTC+0 |

| Іспанія                              | 4 — 0    | Вірменія |
| ------------------------------------ | -------- | -------- |
| Капдевіла 7' Вілья 16' 79' Сенна 83' | Протокол |          |

| Стадіон імені Карлоса Бельмонте, Альбасете Глядачів: 16 996 Арбітр: Тоні Асумаа (Фінляндія) |

| 11.10.2008 21:00 UTC+2 |

| Туреччина           | 2 — 1    | Боснія і Герцеговина |
| ------------------- | -------- | -------------------- |
| Арда 51' Мевлют 66' | Протокол | Джеко 27'            |

| Іненю (стадіон), Стамбул Глядачів: 23 628 Арбітр: Віктор Кашшаї (Угорщина) |

| 11.10.2008 20:45 UTC+1 |

| Бельгія               | 2 — 0    | Вірменія |
| --------------------- | -------- | -------- |
| Сонк 22' Феллаїні 38' | Протокол |          |

| Стадіон короля Бодуена, Брюссель Глядачів: 20 949 Арбітр: Петер Расмуссен (Данія) |

| 11.10.2008 21:45 UTC+2 |

| Естонія | 0 — 3    | Іспанія                                 |
| ------- | -------- | --------------------------------------- |
|         | Протокол | Хуаніто 34' Вілья 38' (пен.) Пуйоль 69' |

| А. Ле Кок Арена, Таллінн Глядачів: 9 200 Арбітр: Йонас Ерікссон (Швеція) |

| 15.10.2008 20:15 UTC+1 |

| Боснія і Герцеговина                    | 4 — 1    | Вірменія    |
| --------------------------------------- | -------- | ----------- |
| Спахич 31' Джеко 39' Муслимович 56' 89' | Протокол | Мінасян 85' |

| Біліно Полє, Зеніца Глядачів: 13 000 Арбітр: Асаф Кенан (Ізраїль) |

| 15.10.2008 21:30 UTC+2 |

| Естонія | 0 — 0    | Туреччина |
| ------- | -------- | --------- |
|         | Протокол |           |

| А. Ле Кок Арена, Таллінн Глядачів: 6 500 Арбітр: Роберт Малек (Польща) |

| 15.10.2008 20:45 UTC+0 |

| Бельгія | 1 — 2    | Іспанія               |
| ------- | -------- | --------------------- |
| Сонк 7' | Протокол | Іньєста 36' Вілья 88' |

| Стадіон короля Бодуена, Брюссель Глядачів: 45 888 Арбітр: Том Овребо (Норвегія) |

| 28.03.2009 20:45 UTC+0 |

| Бельгія                     | 2 — 4    | Боснія і Герцеговина                           |
| --------------------------- | -------- | ---------------------------------------------- |
| Дембеле 66' Сонк 85' (пен.) | Протокол | Джеко 7' Яхич 75' Байрамович 77' Мисимович 81' |

| Кришталева Арена, Генк Глядачів: 20 041 Арбітр: Іванов Микола Володимирович (Росія) |

| 28.03.2009 20:00 UTC+3 |

| Вірменія                 | 2 — 2    | Естонія                 |
| ------------------------ | -------- | ----------------------- |
| Мхітарян 33' Ґазарян 87' | Протокол | Васильєв 38' Зеньов 67' |

| Республіканський стадіон імені Вазгена Саркісяна, Єреван Глядачів: 3 000 Арбітр: Люк Вілмес (Люксембург) |

| 28.03.2009 22:00 UTC+0 |

| Іспанія  | 1 — 0    | Туреччина |
| -------- | -------- | --------- |
| Піке 61' | Протокол |           |

| Сантьяго Бернабеу, Мадрид Глядачів: 73 820 Арбітр: Массімо Бузакка (Швейцарія) |

| 01.04.2009 20:45 UTC+1 |

| Боснія і Герцеговина | 2 — 1    | Бельгія   |
| -------------------- | -------- | --------- |
| Джеко 12', 14'       | Протокол | Сверц 88' |

| Біліно Полє, Зеніца Глядачів: 13 800 Арбітр: Владімір Хрінак (Словаччина) |

| 01.04.2009 18:00 UTC+2 |

| Естонія  | 1 — 0    | Вірменія |
| -------- | -------- | -------- |
| Пурі 83' | Протокол |          |

| А. Ле Кок Арена, Таллінн Глядачів: 5 200 Арбітр: Циріл Зіммерманн (Швейцарія) |

| 01.04.2009 21:00 UTC+2 |

| Туреччина | 1 — 2   | Іспанія                   |
| --------- | ------- | ------------------------- |
| Семіх 26' | Пртокол | Алонсо 63,п.' Рієра 90+2' |

| Алі Самі Єн (стадіон), Стамбул Глядачів: 19 617 Арбітр: Майкл Райлі (Англія) |

| 05.09.2009 20:00 UTC+3 |

| Вірменія | 0 — 2    | Боснія і Герцеговина      |
| -------- | -------- | ------------------------- |
|          | Протокол | Ібричич 6' Муслимович 74' |

| Республіканський стадіон імені Вазгена Саркісяна, Єреван Глядачів: 1 800 Арбітр: Ерік Браамхаар (Нідерланди) |

| 05.09.2009 22:00 UTC+0 |

| Іспанія                                | 5 — 0    | Бельгія |
| -------------------------------------- | -------- | ------- |
| Сілва 41', 67' Вілья 49', 85' Піке 50' | Протокол |         |

| Ріазор, Ла-Корунья Глядачів: 30 441 Арбітр: Бертран Лаєц (Франція) |

| 05.09.2009 21:00 UTC+2 |

| Туреччина                            | 4 — 2    | Естонія                       |
| ------------------------------------ | -------- | ----------------------------- |
| Тунджай 27', 72' Серкан 37' Арда 62' | Протокол | Воскобойніков 7' Васильєв 52' |

| Кадір Хас (стадіон), Кайсері Глядачів: 28 569 Арбітр: Томмі Ск'єрвен (Норвегія) |

| 09.09.2009 21:00 UTC+3 |

| Вірменія               | 2 — 1    | Бельгія          |
| ---------------------- | -------- | ---------------- |
| Гоарян 23' Овсепян 50' | Протокол | Ван Буйтен 90+2' |

| Республіканський стадіон імені Вазгена Саркісяна, Єреван Глядачів: 2 300 Арбітр: Александр Ставрєв (Македонія) |

| 09.09.2009 20:00 UTC+1 |

| Боснія і Герцеговина | 1 — 1    | Туреччина |
| -------------------- | -------- | --------- |
| Салихович 25'        | Протокол | Емре 4'   |

| Біліно Полє, Зеніца Глядачів: 14 000 Арбітр: Олегаріу Бенкеренса (Португалія) |

| 09.09.2009 22:00 UTC+0 |

| Іспанія                             | 3 — 0    | Естонія |
| ----------------------------------- | -------- | ------- |
| Фабрегас 33' Касорла 82' Мата 90+2' | Протокол |         |

| Естадіо Романо, Меріда Глядачів: 14 362 Арбітр: Орєхов Олег Борисович (Україна) |

| 10.10.2009 19:00 UTC+2 |

| Естонія | 0 — 2    | Боснія і Герцеговина   |
| ------- | -------- | ---------------------- |
|         | Протокол | Джеко 30' Ібишевич 64' |

| А. Ле Кок Арена, Таллінн Глядачів: 6 450 Арбітр: Нікола Ріццолі (Італія) |

| 10.10.2009 21:00 UTC+3 |

| Вірменія      | 1 — 2    | Іспанія               |
| ------------- | -------- | --------------------- |
| Азурманян 58' | Протокол | Фабрегас 33' Мата 64' |

| Республіканський стадіон імені Вазгена Саркісяна, Єреван Глядачів: 10 500 Арбітр: Жирі Жеч (Чехія) |

| 10.10.2009 20:45 UTC+0 |

| Бельгія        | 2 — 0    | Туреччина |
| -------------- | -------- | --------- |
| Мпенза 7', 84' | Протокол |           |

| Стадіон короля Бодуена, Брюссель Глядачів: 30 131 Арбітр: Матео Трефолоні (Італія) |

| 14.10.2009 20:00 UTC+1 |

| Боснія і Герцеговина      | 2 — 5    | Іспанія                                             |
| ------------------------- | -------- | --------------------------------------------------- |
| Джеко 90' Мисимович 90+2' | Протокол | Піке 13' (пен.) Сілва 14' Негредо 50', 55' Мата 81' |

| Біліно Полє, Зеніца Глядачів: 13 500 Арбітр: Конрад Плауц (Австрія) |

| 14.10.2009 21:30 UTC+2 |

| Естонія                 | 2 — 0    | Бельгія |
| ----------------------- | -------- | ------- |
| Пііроя 30' Васильєв 67' | Протокол |         |

| А. Ле Кок Арена, Таллінн Глядачів: 4 680 Арбітр: Ніколай Волькарц (Данія) |

| 14.10.2009 21:00 UTC+2 |

| Туреччина            | 2 — 0    | Вірменія |
| -------------------- | -------- | -------- |
| Халіл 16' Сервет 28' | Протокол |          |

| Ататюрк, Бурса Глядачів: 16 200 Арбітр: Мартін Ганссон (Швеція) |